# كليبر سانتانا (لاعب كرة قدم)
كليبر سانتانا (بالبرتغالية: Cléber Santana‏) هو لاعب كرة قدم برازيلي، ولد في 26 مايو 1990 في سالفادور في البرازيل.